# Saia
La saia o twill è un tipo di intreccio tessile caratterizzato da una rigatura diagonale. Si chiama anche saglia, sargia, spiga, diagonale, levantina o batavia.
La saia è la seconda armatura base, con tela e raso, ha andamento diagonale, con un dritto e un rovescio, uno a effetto di trama e l'altro a effetto di ordito.
- il quadretto bianco indica che il filo di ordito passa sotto alla trama (riposo).
- Il quadretto nero indica che il filo di ordito passa sopra al filo di trama (alzata).
- quando vi sono più quadretti neri consecutivi in verticale abbiamo una slegatura d'ordito.
- quando vi sono più quadretti bianchi consecutivi in orizzontale abbiamo una slegatura di trama.

## Armatura saia
La saia è un'armatura nella quale i fili d'ordito legano le trame procedendo con un andamento diagonale. Su un rapporto di almeno tre fili e tre trame gli elementi sono incrociati procedendo in sequenza, dal primo all'ultimo o viceversa.
La nervatura obliqua è data dallo scarto delle legature (una legatura è il passaggio di un filo di ordito sopra ad un filo di trama). L'intreccio così formato dà al tessuto una certa morbidezza (il tessuto risulta meno rigido rispetto alla tela) e una certa adattabilità alla deformazione che rende confortevoli i capi confezionati con esso.
Nei grafici si illustrano saie i cui rapporti d'armatura sono di tre fili e altrettante trame o di 4 fili 4 trame.

### Saia faccia trama
Una saia faccia a trama se viene usata sul retro da un effetto ordito.
- Saia chiamata 1.2 produce un tessuto con una diagonale in cui sono più evidenti i fili della trama.Armatura saia 1.2

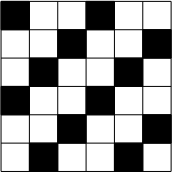
Armatura saia 1.2

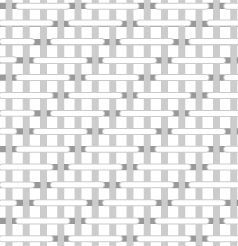
Denim 1.3 retro

- Questo intreccio detto 1.3, nella faccia ad effetto d'ordito, se viene lavorato con fili in cotone color blu indaco e bianco è noto come denim. Col denim si confezionano i blue-jeans.

### Saia 2.2 detta Batavia

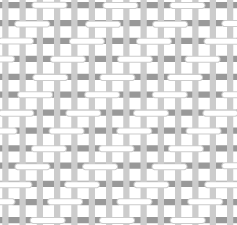
Batavia

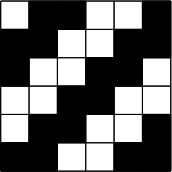
Messa in carta di armatura saia batavia

Una variante molto usata della saia ha un rapporto di 4 fili. I fili si intrecciano legando su due trame e slegando sulle successive due, dando un rapporto d'armatura equilibrato, con eguale dominanti di trama e ordito.

### Spigato

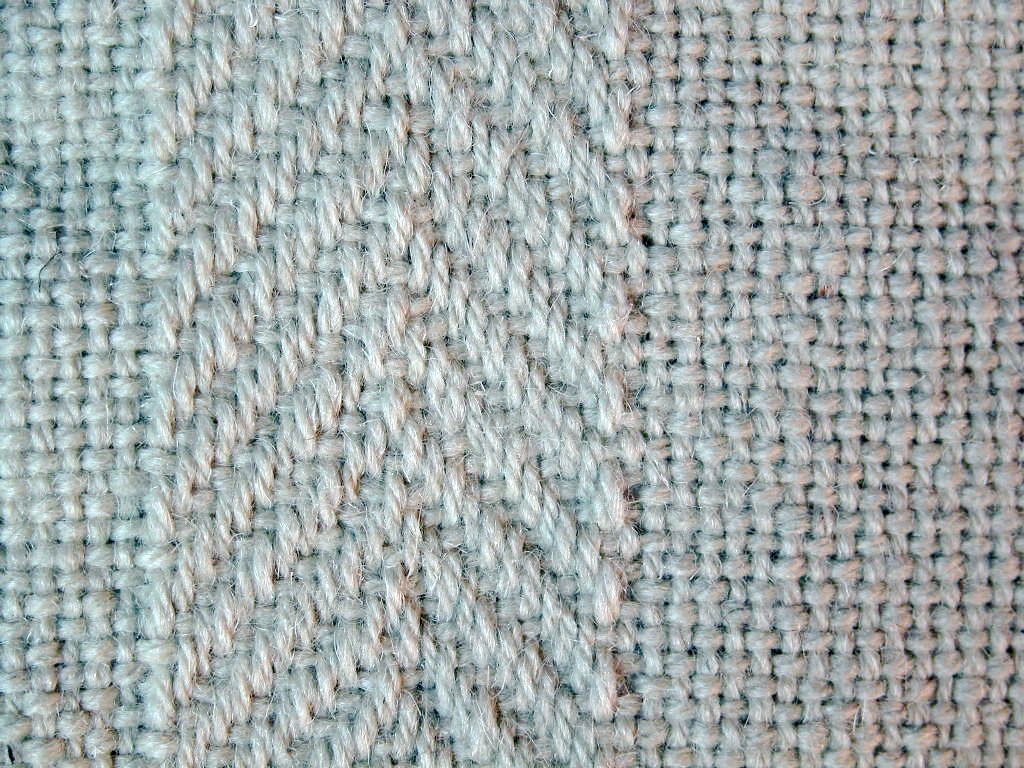
Spina di pesce su fondo tela

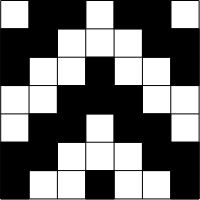
Messa in carta di saia a spina di pesce

Si possono realizzare molte saie che danno come risultato oltre le diagonali disegni a lisca o spina di pesce.

### Pied de poule

Pied de poule

Saia 2:2 in cui si montano fili colorati, 4 bianchi e 4 neri. Tramando 4 bianchi e 4 neri con la stessa riduzione si ottiene il pied de poule o zampa di gallina.

## Tessuti a saia
L'armatura a saia costituisce molti tessuti noti come:
- Fustagno
- Denim (Jeans)
- Loden
- Tartan
- Tweed
- Gabardine
- Grisaglia
- Cheviot
- Cavalry

I tessuti realizzati con questa armatura non sono rigidi, si adattano al movimento, anche se fatti con filati o materiali pesanti; per questa caratteristica sono adatti all'abbigliamento anche invernale, da lavoro e sportivo.
Il materiale più usato è la lana ma, a seconda delle necessità, le saie vengono tessute anche in cotone e fibre sintetiche.